# Tajemství pytlácké jeskyně
Tajemství pytlácké jeskyně je název českého vydání dobrodružného románu pro mládež Там, за рекой (1966, Tam za řekou) od ruského sovětského spisovatele Vjačeslava Ivanoviče Palmana. Knihu vydalo roku 1981 pražské nakladatelství Albatros v překladu Evy Dolejšové jako 155. svazek edice Knihy odvahy a dobrodružství.
Román je druhým dílem volné trilogie, vyprávějící o životě lidí a zvířat a o boji s pytláky v horských lesích Kavkazské rezervace. Česky vyšel roku 1984 ještě první díl Восточный кордон (1966, Východní kordon) pod názvem Smrt v rezervaci. Třetí díl Песни чёрного дрозда (1966, Písně černého kosa) česky nevyšel.

## Obsah románu
Román vypráví o životě mladého lesníka Saši Molčanova, jehož otce, také lesníka, zastřelí pytlák. Saša se proto rozhodne pokračovat v otcově díle a bdít nad kavkazskou lesní přírodní rezervací.
Běžný život rezervace, ke kterému patří pochůzky lesníků, botaniků a ochranářů přírody i odchyt zvěře pro zoologické zahrady naruší skutečnost, že v lese řádí organizovaná pytlácká banda, která si za svou základnu vybrala oblast vápencových skal, kde je velké množství krasových rozsedlin a jeskyní, které tvoří celý labyrint průchodů, chodeb, sálů, slepých uliček, úzkých škvír i širokých chodeb. Dramatické pátrání lesníků i milice po pytlácích, při kterém jde i o život, je nakonec úspěšné a banda je zlikvidována. Během těchto událostí prožije Saša svou první a nešťastnou lásku.